# Лукашевич, Елена Устиновна
Елена Устиновна Лукашевич (бел. Алена Ўсцінаўна Лукашэвіч; 1932—2017)— советский, белорусский врач-педиатр. Народный врач СССР (1979).

## Биография
Родилась в Марте1932 года.
Родилась Лукашевич (Яблонская) Елена Устиновна 01 марта 1932 года в д.Иоды Шарковщинского района Витебской области.
Семья:
Отец – Яблонский Устин Маркович
Мать – Яблонская Агафия Николаевна
Специальность: Педиатр
Народный врач СССР (1979)
В 1955 году окончила Минский медицинский институт и работала участковым врачом: в 1955—1957 годах — в городе Лида, с 1957 — в детской поликлинике № 14 в Минске
1955-1957 гг. – врач-педиатр Лидской городской больницы.
1957-1960 гг. – врач-педиатр детской консультации медико-санитарной части Минского тракторного завода.
1962-1998 гг. – участковый врач-педиатр, заведующий 1-м педиатрическим отделением 14-й детской поликлиники г. Минска.
Умерла в октябре 2017 года.

## Звания и награды
- Народный врач СССР (1979)
- Награждена: • орденом Трудового Красного Знамени, 1971  • медалью «Ветеран труда», 1987  • знаком «Отличник здравоохранения», 1968.
- Присвоено:  • почетное звание «Ударник коммунистического труда», 1968  • почетное звание «Народный врач СССР», 1979  • кандидат в члены Всесоюзного Центрального Совета Профессиональных Союзов, избранным XVII съездом Профсоюзов СССР, 1982  • депутат Партизанского районного Совета народных депутатов г.Минска, 1982